# Naughty List
Naughty List è un singolo del cantante britannico Liam Payne e della cantante statunitense Dixie D'Amelio, pubblicato il 30 ottobre 2020.

## Video musicale
Un lyirc video è stato reso disponibile sul canale YouTube di Liam Payne il 10 novembre 2020.

## Tracce
Testi e musiche di Ben Kohn, Ed Drewett, Ella Henderson, Janée "Jin Jin" Bennett, Pete Kelleher e Tom Barnes.
1. Naughty List – 2:34

## Formazione
Musicisti
- Liam Payne – voce
- Dixie D'Amelio – voce
- Ed Drewett – cori
- Peter Kelleher – campane
- Tom Barnes – batteria
- Vern Asbury – chitarra
- Ben – organo

Produzione
- TMS – produzione
- Caleb Hulin – ingegneria del suono
- Chris Bishop – ingegneria del suono
- Mark "Spike" Stent – missaggio
- Matt Wolach – assistenza al missaggio
- Randy Merrill – mastering

## Classifiche
| Classifica (2020-21) | Posizione massima |
| -------------------- | ----------------- |
| Croazia              | 93                |
| Irlanda              | 49                |
| Lituania             | 99                |
| Regno Unito          | 48                |